# Mailserver
Ein Mailserver ist ein Server, der E-Mails entgegennehmen, weiterleiten, bereithalten und senden kann. Die E-Mail-Adressen, deren E-Mail-Postfächer der Mailserver verwaltet, erben ihren Domain-Part vom Domain-Namen des Mailservers. Der Domain-Name des Mailservers wiederum ist die Domain des E-Mail-Anbieters, der den Mailserver betreibt.

## Funktionen
Bei den meisten Mailservern arbeiten mehrere Module zusammen:
- Der Mail Transfer Agent nimmt E-Mails an und leitet sie weiter
- Mail Retrieval Agents rufen E-Mails von anderen Servern ab
- Mailfilter blockieren Spam und Schadprogramme
- Der Mail Delivery Agent sortiert E-Mails in E-Mail-Postfächer ein
- Der Message Store gewährt Zugriff auf die Postfächer

- Die GAL (Global Address List) stellt ein Adressbuch aus den auf diesem Mailserver angelegten Postfächern zur Verfügung.

Zum Einsatz kommen Mailserver auch als: 
- SMTP-Relay-Server

## Protokolle
Beim Betrieb von Mailservern kommt eine Vielzahl von Protokollen zum Tragen.
Die grundlegendsten Protokolle sind:
- das Simple Mail Transfer Protocol (SMTP) zum Senden und Weiterleiten
- das Post Office Protocol (POP) zum Herunterladen
- das Internet Message Access Protocol (IMAP) als Netzwerkdateisystem
- jeweils wahlweise mit Transport Layer Security (TLS) zur Authentifizierung und Verschlüsselung

## Speicherkonzepte
Jeder Mailserver kann seine eigene proprietäre Art verwenden, um die zu verwaltenden E-Mails abzulegen. Im Open-Source-Umfeld haben sich allerdings einige Speicherkonzepte entwickelt, die einen breiten Einsatz finden:
- mbox
- Maildir
- MH